# Злобин, Иван Данилович
Иван Данилович Злобин (1904—1993) — советский государственный деятель и учёный, доктор экономических наук, профессор.
Автор свыше 150 работ (монографии, учебники, учебные пособия, брошюры, статьи, рецензии) по вопросам денег, кредита, финансов (капитализма и социализма), некоторые из которых были переведены на иностранные языки.

## Биография
Родился 4 декабря 1904 года в селе Большая Глушица Самарской губернии.
В 1919—1921 годах был учеником граммофонного мастера, затем работал токарем по металлу. В 1921 году работал в уголовном розыске, участвовал в работе частей особого назначения. В этом же году, в связи с голодом в Поволжье и закрытием механической мастерской «Самгорпотреб», стал беспризорником. Подался на юг Советской России, находился в городах Ташкент, Красноводск, Баку и Баладжары; в последнем вступил добровольцем в РККА, став рядовым красноармейцем 42-го полка.

### Государственный деятель
Воевал с бандами в Средней Азии, затем был переведён на Украину, где в 1922 году заболел тифом и находился в бараках города Сумы. Вылечился, был демобилизован и вернулся в Самару, где работал в железнодорожной мастерской. В 1924 году вступил в комсомол и в этом же году был направлен на рабфак Ленинградского государственного университета. В Ленинграде в 1927 году стал членом ВКП(б)/КПСС. По окончании рабфака был направлен для продолжения обучения в Московский финансово-экономический институт (ныне Финансовый университет при Правительстве Российской Федерации). Окончив этот вуз и аспирантуру при нём (став кандидатом наук и получив звание доцента), в мае 1934 года был назначен ответственным редактором Госфиниздата СССР; в 1937 году — директором НИФИ Народного комиссариата финансов РСФСР; в 1939 году — начальником валютного управления Наркомфина. В годы Великой Отечественной войны являлся начальником управления драгоценных металлов Наркомфина РСФСР и находился в эвакуации в Самаре. 
20 октября 1948 года И. Д. Злобину было присвоено Советом Министров СССР звание «Государственный советник финансовой службы I ранга». С апреля 1948 года по 1959 год он работал заместителем Министра финансов СССР. Оставил работу по состоянию здоровья.

### Научно-педагогическая работа
Научная и преподавательская деятельность Злобина началась в 1931 году (по совместительству). После ухода из Минфина в 1959 году — началась его штатная работа. В 1948 году он защитил докторскую диссертацию, получил ученую степень доктора и ученое звание профессора. С 1963 по 1975 годы был заведующим кафедры «Финансы» Московского финансового института (ныне Финансовый университет при Правительстве Российской Федерации). В 1975 году перешёл на должность профессора-консультанта МИНХ имени Г.В. Плеханова (ныне Российский экономический университет имени Г. В. Плеханова). Являлся членом Ученых советов ряда институтов, включая МЭиМО АН СССР, МГИМО МИД СССР и МИНХ им. Г.В. Плеханова.
В 1973 году И. Д. Злобину по ходатайству Министерств финансов и высшего образования СССР была установлена персональная пенсия союзного значения.
Умер в Москве в 1993 году.

## Заслуги
- Иван Дмитриевич Злобин был удостоен многих правительственных наград (в том числе двух — за участие в Гражданской войне).
- В 1971 году ему присвоено почетное звание «Заслуженного деятеля науки РСФСР».
- За участие в советско-болгарско-немецкой коллективной работе "Национальный доход в социалистическом обществе" (1976)  Злобину была присуждена национальная премия (и медаль) Народной республики Болгарии.
- Советский комитет защиты мира наградил его золотой медалью «Борцу за мир», Советский фонд мира — тремя медалями (включая одну золотую).
- За работу в 1964—1982 годах во Всесоюзном обществе «Знание» был награжден орденом «Знак Почета» (1967) и решением Пленума правления общества в 1975 году занесен в Книгу почета.
- Удостоен многих Почетных грамот Московского горкома, Президиума Совета Министров и ЦК КПСС. Был награжден почётным знаком «50 лет КПСС».